# Li Jinzi
Li Jinzi (n. 4 martie 1990, Zhaodong⁠(d), Heilongjiang, Republica Populară Chineză) este o boxeră ce a reprezentat Republica Populară Chineză, medaliată olimpică. A participat la o ediție a Jocurilor Olimpice (2012) în care a câștigat o medalie de bronz.